# Gerardo Arévalos
Gerardo Domingo Arévalos (n. Caacupé, Paraguay; 3 de agosto de 1987) es un futbolista paraguayo. Se desempeña como delantero y actualmente milita en el Club Porvenir Alteño de la Liga Alteña de Futbol. 

## Trayectoria
Se empezó en Sportivo Trinidense en donde conseguiría el ascenso a Primera División en el año 2009. Hizo su debut en la máxima categoría del balompié paraguayo el 31 de enero de 2010 en una derrota ante 3 de Febrero por 1-0, en la 1ª fecha del Torneo Apertura. Pese a ello, marcaría su primer gol en la tercera jornada disputada el 14 de febrero, frente a Cerro Porteño, en el Estadio Arsenio Erico.
En 2013 se fue a probar suerte en el Independiente de Campo Grande de la División Intermedia. Resaltó como una de las piezas fundamentales dentro del plantel, lo que le valió para ser pretendido por los clubes Olimpia de Paraguay y Flandria de Argentina. En 2014 reforzó al Sportivo Iteño, donde hizo un triplete el 25 de mayo, en la victoria por 4-2 ante Independiente C.G. Posteriormente ficharía por el San Lorenzo, equipo con el cual conseguiría un nuevo ascenso a la Primera División, además de destacarse como Campeón de Goleo de la División Intermedia 2014.
El 2015 significó uno de los mejores años en su carrera, ya que con San Lorenzo anotó 5 goles en el Torneo Apertura y 4 más en el Torneo Clausura de la Temporada 2015 de la Primera División de Paraguay. Desafortunadamente su buen promedio goleador no alcanzaría para evitar el descenso de su club a la División Intermedia.
En el 2025 fichó por el Club Porvenir Alteño dirigido técnicamente por la leyenda del Club Cerro Porteño: Virgilio Ferreira

## Clubes
| Club                | País     | Año         |
| ------------------- | -------- | ----------- |
| Sportivo Trinidense | Paraguay | 2008 - 2012 |
| Independiente FBC   | Paraguay | 2013        |
| Sportivo Iteño      | Paraguay | 2014        |
| San Lorenzo         | Paraguay | 2014 - 2015 |
| Sportivo Luqueño    | Paraguay | 2016 - 2017 |
| Nacional            | Paraguay | 2018        |
| Sportivo Luqueño    | Paraguay | 2019        |
| Resistencia         | Paraguay | 2021        |
| Porvenir Alteño     | Paraguay | 2025        |

### Participaciones en Copas Nacionales
| Copa               | País     | Resultado     | Partidos | Goles |
| ------------------ | -------- | ------------- | -------- | ----- |
| Copa Paraguay 2018 | Paraguay | Por confirmar | 0        | 0     |

## Palmarés

### Campeonatos nacionales
| Título              | Club                | País     | Año  |
| ------------------- | ------------------- | -------- | ---- |
| División Intermedia | Sportivo Trinidense | Paraguay | 2009 |
| División Intermedia | San Lorenzo         | Paraguay | 2014 |

### Distinciones individuales
| Distinción                                           | Año  |
| ---------------------------------------------------- | ---- |
| Máximo Goleador de la División Intermedia 2014       | 2014 |
| Máximo Goleador de San Lorenzo en el Torneo Apertura | 2015 |
| Máximo Goleador de San Lorenzo en el 2015            | 2015 |